# Jules Porgès
Pour les articles homonymes, voir Porges.
Julius dit Jules Porgès (né à Vienne, le 25 mai 1839 et mort à Rochefort-en-Yvelines, le 20 septembre 1921) est un diamantaire et un industriel français.

## Biographie
Fils d'un joaillier tchèque, Maurice Porgès (1798-1870) et de son épouse née Henriette Reitlinger, il est issu de la grande bourgeoisie juive austro-hongroise de Prague, qui s'impose dans le commerce des diamants. En 1857, à 18 ans, il rejoint son frère Heinrich à Paris, où il crée la société Jules Porgès et Compagnie et devient un diamantaire réputé.
Sur les conseils de son associé Charles Wernher, il fait l'acquisition de concessions en Afrique du Sud dans le protectorat anglais, devenant ainsi également producteur. 
En 1873 il y envoie deux de ses protégés, Alfred Beit et Julius Wernher, qui ont tous deux travaillé pour lui à Paris, pour le représenter et n'ira sur place qu'en 1876. Julius Wernher avait eu pour premier employeur Théodore Porgès, le cousin de Jules Porgès. 
Vers 1875, il possédait déjà environ 10 % des mines de diamants du site de Kimberley. Entre 1875 et 1880, il acquiert de nombreuses autres mines en Afrique du Sud, en particulier les quatre premiers sites producteurs de diamants : De Beers, Bultfontein, Dutoitspan et surtout la totalité de Kimberley, en association avec le britannique Cecil Rhodes. Sa société assure la taille des diamants à Amsterdam et contrôle leur commerce au niveau mondial. Toujours en association avec Alfred Beit et Julius Wernher, Jules Porgès crée la Compagnie française de diamants du cap de Bonne-Espérance.
Il choisit le camp du britannique Cecil Rhodes lorsque celui-ci élimine son rival Barney Barnato, pour constituer un premier conglomérat, la « De Beers unifiée », qui rachète la Kimberley Central Mining Company détenant les parts de Barnato, après des négociations menées par Porgès. Le chèque, le plus gros jamais signé à cette époque, s'élève à quatre millions de livres sterling (soit cent millions de francs-or de l'époque et l'équivalent de deux milliards de livres en 2010).
Porgès revend la Compagnie française de diamants du cap de Bonne-Espérance au futur nouveau conglomérat De Beers en 1887.
Surnommé le « Roi du diamant », il acquiert aussi, entre 1880 et 1888, des mines d'or dans la région de Johannesbourg, qui s'avèrent nécessiter des investissements lourds. Très lié à Rodolphe Kann et son frère Maurice, il parvient à intéresser les Rothschild qui entrent dans le capital de ses affaires.
Il fonde la Compagnie financière et minière Corner House de Market Square à Johannesbourg, avant de se retirer de ses entreprises sud-africaines en 1890, à 52 ans, pour réinvestir une partie de sa fortune dans l'immobilier parisien.

## Vie privée

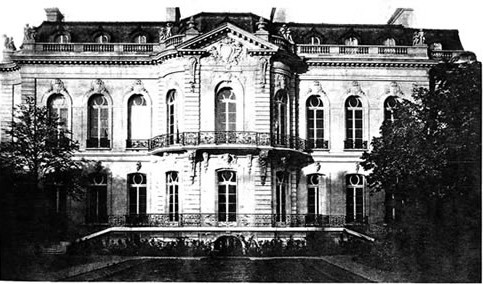
Hôtel Porgès - Façade sur le jardin.

Homme d’une grande distinction, plein d'intuition et de finesse, il épouse Rose-Anne, dite Anna Wodianer (Vienne, Autriche, 8 juillet 1854 - Kalwang, Autriche, 22 septembre 1937), naturalisée française le 5 février 1898. 
Le couple devient une figure emblématique de l'aristocratie parisienne; son épouse viennoise, d'une grande beauté, souhaite fait revivre l'esprit des dernières années de l'Ancien Régime français.
En 1892, pour 4 millions de francs, ils font édifier par Ernest Sanson un hôtel, aujourd'hui détruit, inspiré du château d'Asnières de Jacques Hardouin-Mansart de Sagonne, au 18 de l'avenue Montaigne, dans le VIIIe arrondissement, sur l'emplacement de la « Maison pompéienne » du prince Napoléon-Jérôme Bonaparte. 
Une célèbre collection d'art ancien
La demeure, où le couple donne des fêtes brillantes mais solennelles, abrite dans une galerie une collection comptant plusieurs toiles de Rubens, Van Dyck, Rembrandt, Bruegel de Velours et Le Lorrain, qui sont exposées dans un opulent décor de boiseries, de murs tendus de damas, de meubles anciens recouverts de précieux objets décoratifs dont des statuettes de cabinet en bronze, dans une mise en scène qui fait penser à la collection Hertford-Wallace.
Porgès constitue une des cinq grandes collections - et la plus importante - de plaques en émail de Limoges du XVIe siècle, anonymes mais dites "du Maître de l'Enéide", sur un ensemble de 82 connues, dont 36 encore diverses mains privées à ce jour. La seule des 20 plaques conservées par sa veuve, titrée  Les bocages fortunés (vers 1525-1530), que Porgès avait fait placer dans un cadre français fin  du XVIIe siècle, est mise en vente par ses héritiers le 28/05/2021 (article de V. Schmitz-Grucker dans "La Gazette Drouot" n°15 du 16/04/2021, p.14 à 18, qui publie une photographie de la galerie où l'on voit cet objet).
Réapparition du bureau de la bibliothèque de son hôtel parisien
Un rare bureau plat marqueté au décor dit "à la Grecque" de Philippe-Claude Montigny a fait partie d'une vente aux enchères publiques à Drouot le 3/06/2022 (reprod. coul. pp 48 et 49 du n°21 de "La Gazette Drouot"  - 27/05/2022).
À Rochefort-en-Yvelines, le couple rachète le château de la famille de La Rochefoucauld pour 900 000 francs et y fait édifier par l'architecte Charles Mewès, qui a déjà conçu l'hôtel Ritz de Paris, une demeure immense inspirée de l'hôtel de Salm (palais de la Légion d'honneur à Paris), mais double de dimensions, dominant un grand jardin de style régulier avec cascades et terrasses ponctuées de topiaires.
L'entreprise démesurée reste inachevée après quatre années et 18 millions de francs d'investissement; lors de la Première Guerre mondiale, le château devient un hôpital auxiliaire de la Croix-Rouge qui accueille 150 blessés en convalescence. Le château Porgès est vendu par Mme Porgès en 1924 à Jean-Léopold Duplan, industriel de la soie.
M. et Mme Jules Porgès étaient boutons de l'équipage de Bonnelles, à la duchesse d'Uzès.
Leur fille unique, Henriette Hélène, dite « Elly » (Baden, Autriche, 4 juillet 1878 - 1946), sera marquise de la Ferté-Meun.